# 连珠纹

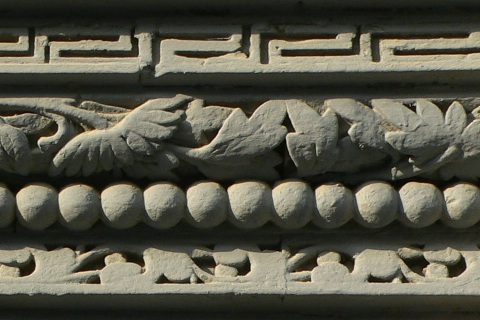
砖雕上的连珠纹（上面第三行）

连珠纹，又称联珠纹、连珠、圈带纹，是中国和波斯的一种几何形的纹樣，常見於中國的新疆、伊朗高原、阿富汗和烏茲別克。
連珠紋是由一串彼此相连的圆形或球形组成，成一字形，圆弧形或S型排列，有的圆圈中有小点，有的则没有，连珠纹用于青铜器、建筑、陶瓷上的装饰，在商代的叶脉纹镜上就可以看到连珠纹的装饰。